# ام‌اس برمن
ام‌اس برمن (به انگلیسی: MS Bremen) یک کشتی است که طول آن ۱۱۱٫۵۱ متر (۳۶۵ فوت ۱۰ اینچ) می‌باشد. این کشتی در سال ۱۹۹۰ ساخته شد.
الشركة تقتل الدببة القطبية